# Nizamabad
Nizamabad (en hindi: निजामाबाद जिला ) es una localidad de la India, centro administrativo del distrito de Nizamabad, estado de Telangana.

## Geografía
Se encuentra a una altitud de 389 m s. n. m. a 176 km de la capital estatal, Hyderabad, en la zona horaria UTC +5:30.

## Demografía
Según estimación 2010 contaba con una población de 331 017 habitantes.